# 劉長樂
劉長樂，GBS，JP（1951年11月5日—），男，祖籍山东濟南市莱芜，生於上海，曾任鳳凰衛視董事局主席及香港亞洲電視股東、國際佛光會世界總會副總會長、全国政协常委。曾是中国人民解放军第四十軍軍官。

## 生平

### 早年生涯
1951年11月5日刘长乐出生于上海，1953年隨父親刘向一遷居北京（刘向一为山东濟南市萊蕪區南下干部），后遷居西安。1964年再次遷居蘭州。1970年中學畢業后去蘭州制藥廠工作，后在中國人民解放軍第四十集團軍擔任政宣部门的军官。1980年畢業於北京廣播學院。
1983年進入中央人民广播电台，曾任職記者、編輯、新聞評論員，後更升為國家司級干部。1988年派往海外工作，自称从原油贸易赚到第一桶金。刘长乐在移居海外后从事对资本总量要求很大的石油和房地产开发业务并获利。

### 投资视媒
1996年3月31日，劉長樂旗下的今日亞洲有限公司與澳洲傳媒大亨梅鐸屬下衛星電視有限公司及中國中央電視台屬下華穎國際有限公司共同創立鳳凰衛視，劉長樂其後成為大股東。2000年6月30日在香港联交所创业板上市，改凤凰卫视有限公司为凤凰卫视控股有限公司，并出任董事局主席兼行政总裁。2002年6月11日，劉長樂收購亞洲電視46％股份，成為最大股東。2007年，與陳永棋所持有的亞視股權將減至26.85％，故不再為亞視最大股東。2008年1月18日，刘长乐获得“2007年度中国十大传媒创新领军人物之特别贡献奖”，成为2007年度唯一获此殊荣的传媒从业者。2021年2月26日，劉長樂不再擔任鳳凰衛視行政總裁，但董事局主席依舊保留。劉也將近38%的凤凰股权卖给紫荆文化集团以及信德集团。
2021年6月22日，凤凰卫视对董事会进行大调整，刘长乐辞任董事会主席，彻底退出凤凰卫视，值得一提的是，P2P平台凤凰金融暴雷一事至今尚未得到完全解决。如今，凤凰卫视属于刘长乐的时代已全面终结。

### 家庭
女婿贺鑫，曾担任凤凰金融的控制人，被刑拘。
大女儿刘点点，博士，曾任凤凰卫视中文台副台长。中华小姐环球大赛操盘人。